# Schickedanz Open 2009
Il Schickedanz Open 2009 è stato un torneo professionistico di tennis maschile giocato sulla terra rossa, che faceva parte dell'ATP Challenger Tour 2009. Si è giocato a Fürth in Germania dal 1º giugno al 6 giugno 2009.

## Partecipanti

### Teste di serie
| Nazionalità | Giocatore             | Ranking* | Testa di serie |
| ----------- | --------------------- | -------- | -------------- |
| Russia      | Tejmuraz Gabašvili    | 72       | 1              |
| Austria     | Daniel Köllerer       | 77       | 2              |
| Germania    | Simon Greul           | 111      | 3              |
| Croazia     | Roko Karanušić        | 112      | 4              |
| Spagna      | Santiago Ventura      | 122      | 5              |
| Colombia    | Santiago Giraldo      | 125      | 6              |
| Spagna      | Rubén Ramírez Hidalgo | 128      | 7              |
| Germania    | Daniel Brands         | 129      | 8              |

- Ranking al 25 maggio 2010.

### Altri partecipanti
Giocatori che hanno ricevuto una wild card:
- Peter Gojowczyk
- Jeremy Jahn
- Daniel Köllerer
- Marc Meigel
- Dustin Brown (Special Exempt)
- Florian Mayer (Special Exempt)

Giocatori passati dalle qualificazioni:
- Thiemo de Bakker
- Peter Luczak
- Eduardo Schwank
- Louk Sorensen
- Miguel Ángel López Jaén (lucky loser)

## Campioni

### Singolare
Peter Luczak ha battuto in finale  Juan Pablo Brzezicki con il punteggio di 6–2, 6–0

### Doppio
Rubén Ramírez Hidalgo /  Santiago Ventura hanno battuto in finale  Simon Greul /  Alessandro Motti con il punteggio di 4–6, 6–1, [10–6]